# Список лётчиков-перебежчиков периода холодной войны

Из стран социалистического блока и стран НАТО во времена холодной войны на Запад и Восток бежало некоторое число военных лётчиков. Лётчики бежали и из неприсоединившихся стран. Эти инциденты использовались разведывательными службами стран НАТО, так как они давали доступ к функционирующим и неповреждённым советским или иным незападным самолётам. Основными причинами бегства военных лётчиков становились отсутствие политической свободы слова и печати, свободы собраний, политические репрессии (например, COINTELPRO), террор против инакомыслящих, расизм, ксенофобия, отсутствие легальных возможностей для выезда граждан из страны во враждебные на данный момент страны, использование отдельными лицами той или иной страны напряжённых отношений своей страны в своих целях, личные мотивы. Появление в СССР летательных аппаратов нового поколения вызывало немалый интерес к ним иностранных военных специалистов и различных разведывательных органов.
Пояснения к хронологическому списку:  — успешный побег с предоставлением убежища властями,  — успешный побег, но пилот был выдан властями,   — неудавшийся побег,  — данные отсутствуют.

## Советский Союз и страны Варшавского договора
В Советской России случаи угона самолётов начались с момента её образования (то есть, ещё до образования СССР). Во всех без исключения случаях бегства советских военных и гражданских лётчиков в страны-сателлиты США и нейтральные страны приводились в действие дипломатические и иные рычаги влияния на правительства указанных стран с целью истребования в срочном порядке перебежчиков вместе с самолётами. Подобные меры имели целью не столько возврат техники как таковой, сколько внушение неотвратимости наказания для устрашения всех потенциальных перебежчиков и профилактики такого рода инцидентов в будущем. Точное количество случаев преднамеренного перелёта советских лётчиков за рубеж неизвестно, потому как далеко не все инциденты подобного рода предавались огласке даже в зарубежной прессе, в советских СМИ и в соцстранах о них не сообщали вообще, поскольку это запрещалось § 336-338 «Перечня сведений, запрещённых к опубликованию в открытой печати, передачах по радио и телевидению». Кроме того, многие случаи посадки советских лётчиков на зарубежные аэродромы, о которых становилось известно широкой общественности, официально объяснялись навигационными ошибками пилотов или оборудования (а также как «вынужденные» или «аварийные» посадки из-за нехватки топлива, отказа бортового оборудования, неблагоприятных погодно-климатических условий и т. д.). Исключением из этого ряда, скрыть которые в силу масштаба огласки не представлялось возможным, стали случаи бегства В. И. Беленко и Е. Л. Вронского, более подробно о которых написано ниже. Бежали не только из СССР, но и из социалистических стран Европы и дружественных Советскому Союзу азиатских стран.

### Болгария
- 20 января 1962 года МиГ-17 ВВС НРБ с разведаппаратурой на борту, увеличенным запасом топлива и полным боекомплектом, пилотируемый мл. лейтенантом Милушем Солаковым, столкнулся с землёй в результате задевания верхушки дерева вблизи ракетной базы НАТО Джоя-дель-Колле, расположенной в одноимённой коммуне в Италии. Пилот, придя в сознание, запросил политического убежища. Было ли это элементом легендирования на случай пленения или был ли его полёт выполнением задач воздушной разведки, спланированным побегом — неизвестно. Обвинения в выполнении разведывательного полёта были вскоре сняты итальянской стороной[5].

### Венгрия
- 15 января 1956 года венгерский лётчик перелетел на самолёте МиГ-15 в Австрию. Самолёт разбился при приземлении (катапультировался ли пилот — неизвестно)[6].
- 7 апреля 1970 года венгерский лётчик на самолёте МиГ-15 перелетел в Италию. Позднее самолёт был возвращён Венгрии[6].
- 9 июля 1981 года два венгерских самолёта МиГ-21 перелетели в Австрию[6].

### Польша
В период между 1949 и 1956 годами четверо лётчиков польских МиГов и одного Ил-2М3 бежали из коммунистической Польши в Данию и Швецию.
- В 1949 году лейтенант Аркадиуш Коробчиньский (Arkadiusz Korobczyński) из военно-морской авиации в районе Вицко перелетел на своём штурмовике Ил-2М3 (под № 3) на остров Готланд в Швеции.

- 5 марта 1953 года польский лётчик лейтенант Францишек Ярецкий (Franciszek Jarecki) из 28-й истребительной эскадрилии перелетел на советском истребителе МиГ-15-бис (бортовой № 346) с польского военного аэродрома Слупск в аэропорт Рённе (Rønne) на острове Борнхольм. Западные авиационные специалисты исследовали самолёт и через несколько дней морским транспортом вернули его Польской Народной Республике. Ярецкий переехал в США, где передал много важной информации о современных советских самолётах и воздушной тактике.

- 20 мая 1953 года лейтенант Здзислав Язвиньский (Zdzisław Jazwiński) из 28-й истребительной эскадрильи с аэродрома Слупск бежал на МиГ-15бис в аэропорт Рённе на острове Борнхольм (Дания).[7]

- 7 ноября 1955 года лейтенант Козуховский (Kozuchowski) из 31-й истребительной эскадрильи в Ласке перелетел на Lim-2 (МиГ-15бис польского производства, бортовой № 1919) и аварийно приземлился в провинции Халланд в Швеции.

- 25 сентября 1956 года Зигмунт Госциняк (Zygmunt Gościniak) из Зегже-Поморске (Zegrze Pomorskie) бежал на Миг-15бис (бортовой № 1327). Самолёт приземлился в аэропорту Ронне на острове Борнхольм.
- 1 апреля 1982 года польский лётчик на самолёте Ан-2 перелетел из Польши в Австрию.
- В июне 1982 года лётчик польского Як-12 перелетел в Австрию.
- 19 октября 1982 года лётчик Ан-2 перелетел из Польши в Швецию. Самолёт был позднее возвращён Польше.
- 8 февраля 1983 года два пилота ВВС ПНР (один действующий, другой недавно уволенный из рядов ВВС за несанкционированные контакты с иностранными пилотами на международном съезде вертолётчиков в Польше) на вертолёте Ми-2 польского производства, оборудованном пулемётным вооружением, перелетели из Польши в Швецию и приземлились на ВМБ Карлсманн (Karlsmann) на острове Тарно (Taernoe). Вертолёт не был обнаружен системой ПВО Stril 60, в связи с чем одного из пилотов попросили перегнать его на экспертизу на авиабазу КВВС Швеции в Каллинге[8]. Позднее, вертолёт возвратили Польше.
- 23 марта 1983 года лётчик Ан-2 перелетел из Польши на аэродром Эверод (Everod) в городе Кристианстад (Kristianstad) в Швеции. Самолёт был позднее возвращён Польше.

### Румыния
- 24 июня 1953 года румынский лётчик перелетел на Як-23 в Югославию.
- 26 сентября 1987 года курсант лётной академии угнал L-39 в Турцию.

### ГДР
- 7 марта 1969 года пилот ВВС ГДР капитан Герхард Шарнецки перелетел из Котбуса на остров Борнхольм на учебно-тренировочном самолёте Як-18А.

### СССР
Все случаи и попытки побега из СССР на летательном аппарате, как удавшиеся, так и неудавшиеся, имели место с территории приграничных военных округов (Европейская часть СССР (включая Закавказье), Дальний Восток) или мест дислокации контингентов советских войск за рубежом. Наибольшей популярностью у угонщиков пользовались Турция, Иран, Япония и ФРГ. Из 16 наиболее достоверно известных случаев угона как минимум 10 (то есть не менее 62,5 %) совершены по политическим мотивам и только один по личным. В большинстве своём, угонщики получили политическое убежище и обратно не выдавались.
Также, в СССР, в отличие от любых других стран, имели место случаи угона военных самолётов (и летательных аппаратов вообще) без цели побега, а чтобы кому-то что-то доказать, похвастать, самоутвердиться, «пощекотать нервы» или «поставить ультиматум» начальству, из протестных или хулиганских мотивов, на спор и т. д. Как правило, на них решались люди отчаявшиеся, исход ЧП нередко был летальным. Некоторые из них происходили в приграничном районе, или имело место приближение к государственной воздушной границе (с вылетом за её пределы или без него), но поскольку явной цели бегства в указанных случаях не наблюдалось, в данном списке эти инциденты не перечисляются. Достоверно известно не менее четырёх ЧП такого рода с участием военнослужащих, три из которых окончились крушением л. а. и гибелью пилотов.
- Вскоре после Парада Победы 24 июня 1945 года имел место успешный перелёт двух лётчиков за границу (к союзникам).[11] Помощник командующего ВВС ТВО генерал-майор авиации В. П. Ухов в разговоре со своими знакомыми одобрительно оценил их поступок[11].
- В марте 1948 года двухместный учебно-тренировочный самолёт Як-11 Грозненского лётного училища совершил посадку в Турции. По разным данным, это либо был угон[4], либо же, по официальной версии советской стороны, самолёт оказался в Турции «по ошибке», пилот сбился с курса, — эту же точку зрения воспроизводит в своей книге историк авиации Х. Хуфтман. Подробности инцидента отсутствуют[12]. Пилот получил убежище и остался в Турции[9].

- 9 октября 1948 года лётчики Пётр Пирогов и Анатолий Барсов перелетели на бомбардировщике Ту-2 ВВС СССР с авиабазы Коломыя в Австрию (произвели посадку в союзнической зоне оккупации в районе города Линц)[13][14]. Американские оккупационные власти в Германии предоставили им политическое убежище. Спустя год Барсов, которому была гарантирована амнистия, вернулся в СССР, где через полгода был расстрелян[15].

- 10 ноября 1948 года авиационный механик технического состава авиационной части ВВС в ДВО лейтенант Владимир Барашков совершил побег с одного из дальневосточных аэродромов на японский остров Рисири на самолёте Ли-2[13][16]. При посадке самолёт повредил шасси, но в целом посадка прошла успешно, пилот не пострадал[17]. Барашков сдался американским властям и предоставил им ценные сведения о технике и вооружении, местах дислокации и организации службы в советских авиационных частях на Дальнем Востоке. Заочно приговорён военным трибуналом к 25 годам лишения свободы[18][19].
- В марте 1949 года Герой Советского Союза подполковник С. С. Щиров, назначенный начальником Ташкентского аэроклуба ДОСААФ в УзССР,[20] предпринял попытку улететь на двухместном самолёте У-2 вместе со студенткой Л. Вильчинской в одну из приграничных центральноазиатских стран. По неизвестным причинам замысел не удался и ему пришлось возвратиться обратно (впоследствии, на допросах взял вину на себя, заявил что «Людмила ни в чём не виновата»).[21] Затем, после того как его вызвали в Москву, как он полагал для ареста, 7 апреля 1949 года предпринял попытку пешего перехода через советско-турецкую границу из Армянской ССР, преодолел вплавь водный канал, который принял за Аракс и ошибочно полагал, что уже находится на турецкой территории,[22] но был задержан нарядом погранвойск. Был обвинён в сотрудничестве с несколькими иностранными разведками и попытке измены родине (ст. 58 ч. 2 п. «а» УК АрмССР[23]), но судим не был, хотя добивался для себя суда, вместо этого он был заключён в лагерь сроком на 25 лет по постановлению особого совещания при МГБ СССР[24]. 30 сентября 1988 года был посмертно реабилитирован[25].
- 18 мая 1949 года неустановленный лётчик ВВС СССР в звании лейтенанта угнал истребитель сопровождения Ла-11 (по другим данным, Ла-9)[17] с Могилёвского аэродрома и улетел на нём в Швецию, приземлившись на авиабазе Королевских военно-воздушных сил Швеции в Туллинге[англ.] (пригороде Стокгольма), прибывшим на место шведским военным он заявил о себе, что является политическим беженцем и предоставил шведской разведке секретные сведения о ВВС СССР. Заочно приговорён военным трибуналом к 25 годам лишения свободы[18]. Историк авиации Х. Хуфтман в своей книге приводит официальную версию советской стороны о том, что посадка была «вынужденной».[26]

- В июле 1949 года Ефим Шпербер и его неустановленный сообщник-лётчик (оба лица еврейской национальности) были задержаны органами контрразведки в ЗакВО, вблизи советско-турецкой границы, за попытку угона самолёта с целью побега в формирующееся государство Израиль (то есть на историческую родину)[27].
- 22 сентября 1949 года имела место попытка угона истребителя-бомбардировщика Як-9Т в Турцию, предпринятая Героем Советского Союза майором М. И. Коссой, который был назначен командиром звена учебного центра ДОСААФ, дислоцировавшимся на аэродроме Ротмистровка в Киевской области, УССР[20]. Из-за нехватки топлива пилот совершил вынужденную посадку на Сучавском аэродроме[англ.], на территории Румынской Народной Республики (которая на тот момент выступала союзником СССР), где его задержали местные органы безопасности и вскоре он по требованию советской стороны был выдан румынскими властями[10] (дата ареста — 24 сентября)[28][22]. По прибытии он был судим за измену родине и попытку установления контакта с англо-американскими разведками с целью передачи им секретных сведений о советской авиации[29]. Через полгода, 20 апреля 1950 года, его приговорили к расстрелу, приговор привели в исполнение в тот же день. В постановлении Пленума Верховного Суда СССР указано, что «нарушение правил полётов, выразившееся в самовольном поднятии в воздух на учебном самолёте, Косса совершил в нетрезвом состоянии в результате недисциплинированности»[17]. Был посмертно реабилитирован 1 июня 1960 года[30].
- В начале 1950-х гг. (точная дата неизвестна) имел место угон штурмовика Ил-10 в «одну из западных стран»[17].
- 4 ноября 1952 года советский истребитель Ла-11 залетел в японское воздушное пространство над островом Хоккайдо, где был перехвачен американскими истребителями Дальневосточной воздушной армии ВВС США, которые вытеснили его из японского воздушного пространства и препроводили к материку, к советской территории. Был ли указанный эпизод провокацией, попыткой побега или инцидентом другого порядка информации не поступало[31].
- 1954 год (точная дата неизвестна). Пилот истребителя МиГ-15 угнал самолёт с аэродрома ЦГВ в Венгерской Народной Республике и приземлился в Югославии (целенаправленно или из-за нехватки топлива — остаётся неизвестным). Был арестован и по всей вероятности передан СССР[32].
- В период 1954/1959 гг. (точная дата неизвестна) МиГ-15 из состава 157-го истребительного авиаполка, базировавшегося в тот момент на аэродроме Сарата в Одесской области, УССР, был угнан в Турцию наземным техником лейтенантом Воробьёвым. Из-за путаницы в штабе, связанной с некорректной передачей информации о беглеце (сообщили только фамилию без инициалов и предполагаемого направления полёта) и санкционированным вылетом высокопоставленного однофамильца из штаба 5-й воздушной армии днём ранее, было упущено время на перехват. Перелёт был успешным, пилот совершил посадку, получил убежище и остался в Турции[32].
- В 1955 году авиамеханик на штабном самолёте Ан-2 ГСВГ перелетел из советской зоны оккупации Германии в американскую. По итогам инцидента все военнослужащие, имеющие полученный в аэроклубах опыт пилотирования самолёта или планёра, но проходящие службу на должностях технического и лётно-подъёмного состава, были переведены из групп советских войск за рубежом для прохождения дальнейшей службы в удалённых от границы районах СССР[33].
- В начале 1956 года была попытка угона бомбардировщика Ту-2 в Австрию, но угонщик был перехвачен в пути поднятыми по тревоге советскими МиГ-15[32].
- 1956 год (точная дата неизвестна) истребитель МиГ-15 «угнали в одну из западных стран»[17].
- В 1963 году (по другим данным, в 1961) имел место угон истребителя-перехватчика Су-9 из СССР на Абаданский аэродром в Иране, где самолёт был разобран и вывезен для изучения в США. Пилот получил от американских властей политическое убежище. Возможно, это событие повлияло на принятие советским руководством решения о снятии Су-9 с вооружения[17].
- В апреле 1966 года имела место попытка перелёта двух лётчиков учебно-тренировочного самолёта Як-18 (пилота и инструктора) с территории ГДР в Западный Берлин, при заходе на посадку на поверхность озера Ванзее самолёт потерпел крушение, оба лётчика погибли[18].
- 15 мая 1967 года (по другим данным 25 мая) пилот МиГ-17 лейтенант Василий Епатко (или Епатько/Ипатко) будучи ведомым в ходе выполнения дальнего группового полёта с советской авиабазы, расположенной в ГДР, изменил курс полёта своего МиГ-17 в сторону территории Западной Германии. При приземлении катапультировался в районе Диллинген примерно в 30 км к северо-западу от города Аугсбург (по другим данным л. а. был повреждён при вынужденной посадке, но в целом успешно посадил самолёт там же[18] или в районе Донау-Рис в Западной Баварии[17]). Епатко было предоставлено политическое убежище в США[6][18][17].
- В конце 1960-х гг. (точная дата не установлена) из ГСВГ «на ту сторону» перелетел самолёт, пилотируемый авиатехником[34][35].
- 1969/1970 год (точная дата не установлена) по сообщениям криминальной хроники в республиканской газете Армянской ССР «Советакан Айастан», имела место неудачная попытка группы армянских авиамоделистов улететь в Турцию из Арзни на сконструированном ими кустарным способом самодельном самолёте, на который они установили списанный в утиль двигатель с учебного самолёта местного клуба ДОСААФ (очевидно, М-11Д с По-2), но были схвачены органами госбезопасности перед вылетом и осуждены к различным срокам заключения[18].
- В 1971 году пилот истребителя по фамилии Пещаный намеревался улететь на своём боевом самолёте за границу и сообщил о своих намерениях лётчику-сослуживцу. Тот донёс на Пещаного в особый отдел и потенциальный перебежчик вскоре был задержан органами контрразведки, и приговорён к 10 годам лишения свободы с отбытием наказания в лагере строгого режима № 3 на территории Мордовской АССР. В течение восьми месяцев содержания в СИЗО КГБ Пещаный заболел туберкулёзом, кроме того, по словам его солагерника Симаса Кудирки (также несостоявшегося перебежчика), в ходе следствия сотрудниками КГБ применялись насильственные методы и пытки для получения признательных показаний Пещаного о его преступных намерениях[36].

- 27 мая 1973 года авиатехник ст. лейтенант Евгений Вронский произвёл взлёт на истребителе-бомбардировщике Су-7БМ № 52 с авиабазы Гросенхайн (по другим данным, с аэродрома Мерзебург).[17] Имея минимальные навыки пилотирования, полученные на тренажёре, Вронский весь полёт совершал на форсажном режиме работы двигателя и шасси после взлёта не убирал. Вскоре после пересечения границы ФРГ Вронский катапультировался в 11:47 по местному времени. Самолёт упал на лесной массив у города Брауншвейг. В связи с визитом Генерального секретаря ЦК КПСС Л. И. Брежнева в ФРГ за неделю до инцидента, западногерманские власти не стали обострять начавшие было налаживаться советско-германские связи, поэтому обломки самолёта были возвращены советской стороне, однако выдать ст. лейтенанта Вронского СССР отказались, ему было предоставлено политическое убежище[13][37][38][39]. По итогам допроса персонала авиатренажёра, выяснилось что угонщик практиковался на нём гораздо больше, чем лётчики, для подготовки которых он предназначался. Остаётся неясным, как ему удалось пробраться в кабину самолёта и беспрепятственно взлететь. В связи со случившимся, доступ к авиатренажёрам для авиатехников и других специалистов (кроме лётчиков) был категорически закрыт[17].

- 26 июня 1973 года пилот «Аэрофлота» Пётр Васильев угнал лёгкий пассажирский самолёт с Ростовского аэродрома намереваясь улететь в Турцию. Топливо в баках закончилось во время полёта над Чёрным морем вблизи от турецкого побережья, но лётчик сумел спланировать до берега и совершил вынужденную посадку в 250 метрах от моря и в 43 км от Трабзонского аэропорта. По данным агентства «Рейтерс», турецкие официальные власти пообещали рассмотреть его ходатайство о предоставлении политического убежища[38].
- В 1973 году (по другим данным в 1974 году)[40] пилот-инструктор Армавирского авиационного училища ст. лейтенант Юрий Сафронов перелетел на учебно-тренировочном самолёте Л-29 с Аджикабульского учебного аэродрома, расположенного в центральной части АзССР (по другим данным с грунтового аэродрома под Сальянами[9]), в Иран. Летательный аппарат СССР не вернули[17].
- 6 сентября 1976 года старший лейтенант Виктор Беленко бежал на самолёте МиГ-25 на японский остров Хоккайдо. После тщательного исследования самолёта специалистами отдела иностранных технологий Военно-воздушных сил США, авиационными инженерами и конструкторами, МиГ-25 был передан Японии, после чего возвращён Советскому Союзу в разобранном состоянии[38]. Учитывая важность побега и чрезвычайную ценность угнанного самолёта для иностранных разведорганов (на борту МиГ-25 находилось большое количество секретного БРЭО, включая новейшую аппаратуру радиолокационного опознавания), указанный случай стал самым обсуждаемым в зарубежной прессе и на телевидении за всю историю Холодной войны, Беленко стал знаменитостью[37].
- 26 сентября 1976 года лейтенант Валентин Зосимов на самолёте Ан-2 перелетел в Иран на аэродром Ахар, рядом с Тебризом. Инцидент вызвал широкий резонанс в мире, с советской стороны были задействованы все рычаги давления на иранское руководство по международным каналам, вплоть до угроз поставок советского вооружения курдским сепаратистам. По указанию шаха Ирана Мохаммеда Реза Пехлеви самолёт и лётчик были возвращены СССР во избежание ухудшения советско-иранских связей в октябре 1976 года, несмотря на многочисленные протесты международных правозащитных организаций[37][41][38]. Впоследствии Зосимов был осуждён на 10 лет заключения[42].
- 20 февраля 1979 года Су-17М2 1-й эскадрильи (67 авиационный полк истребителей-бомбардировщиков 76-й воздушной армии), пилотируемый капитаном А. Селезнёвым, во время полёта над Кольским полуостровом отделился от группы и приблизился к советско-норвежской воздушной границе в результате, как считается, отказа бортовой навигационной аппаратуры, был перехвачен советскими силами ПВО и приземлился на аэродроме в Мурманской области. По итогам расследования от полётов на боевых самолётах он был отстранён, переведён в транспортную авиацию, а затем лётчиком-испытателем НИИ ВВС в Москве[43]. Лётчик действительно заблудился, границу не пересекал, обвинений в попытке побега ему не предъявляли.
- В мае 1983 года самолёт Ан-2 сельскохозяйственной авиации, вылетев из Латвии и перелетев через Балтийское море, приземлился на острове Готланд (Швеция). Пилот обратился к шведским властям с просьбой о предоставлении политического убежища[44].
- 27 мая 1987 года самолёт Ан-2 перелетел через Балтийское море и приземлился на территории Швеции[45].
- 4 августа 1988 года в районе афгано-пакистанской границы (над пакистанской территорией) был сбит штурмовик Су-25, пилотируемый Героем Советского Союза полковником А. В. Руцким, что, учитывая лётный стаж последнего, объясняют неудавшейся попыткой его перелёта в Пакистан, закончившейся пленом[46] (позже стал единственным советским военнопленным, освобождённым при непосредственном участии пакистанской стороны).[47]
- 20 мая 1989 года военный лётчик 1-го класса гвардии капитан Александр Зуев бежал на истребителе МиГ-29 176-го гвардейского истребительного авиаполка в Трабзон, Турция[2]. В своей автобиографии[48] Зуев писал, что СССР быстро договорились с турецким правительством, и самолёт был возвращён СССР. По словам самого Зуева, вылезая из кабины самолёта, он сказал охраннику аэропорта: «Я — американец!», чтобы первым делом было оповещено посольство США в Турции. Самолёт в кратчайшие сроки был возвращён СССР, а Зуев получил политическое убежище в США.

- 24 апреля 1991 года в 15:35 по местному времени лётчик-штурман (по другим данным помощник пилота) вертолётной части в ЗакВО ст. лейтенант Ирек Иршакович Гиматов (1965 г.р., в рядах СА с 1982 г., выпускник Саратовского ВВАУЛ 1986 г., разведённый) угнал многоцелевой вертолёт Ми-8 793-го отдельного транспортно-боевого вертолётного полка (б.н. 09) с Эребунийского аэродрома под Ереваном в Турцию. Машина совершила посадку в Эрзруме, там же было предоставлено временное жилище пилоту[49]. Газета «Красная звезда» сообщила, что оружия на борту и при угонщике не было[50]. По данным начальника отдела общественных связей КГБ АрмССР А. Григоряна вертолёт прибыл в Ереван из г. Телави Грузинской ССР 23 апреля. Обратный вылет был отложен ввиду неблагоприятных погодных условий. Этим и воспользовался Гиматов, который обманным образом завладел ключами от вертолёта у авиатехника. Вертолёты, направленные на перехват беглеца не успели долететь до района происшествия ввиду близости турецкой границы[51]. 26 апреля в 17:50 по местному времени Анатолийское информагентство озвучило официальную позицию Министерства иностранных дел Турции о том, что вертолёт может быть возвращён СССР в любое время, а пилот запросил политическое убежище. Согласно их заявлению, представители советской стороны могут приезжать и забирать вертолёт, когда сочтут необходимым, а вопрос предоставления убежища пилоту решается турецким правительством[52]. Вскоре убежище было предоставлено[9].

### Чехословакия
- 3 мая 1981 года лётчик чехословацкого L-39 перелетел в Австрию.

## Страны Североатлантического договора, Соединённые Штаты и их союзники

### США
- 23 марта 1962 года военнослужащий Армии США, сержант Бобби Джо Кизи улетел в Гавану на арендованном самолёте «Пайпер Команч» из Маратона. На пресс-конференции для кубинской прессы он заявил, что дезертировал из армии. Кизи запросил кубинские власти о предоставлении ему политического убежища, в чём ему было отказано. Он пробыл на Кубе 49 суток, после чего был передан США, где был судим и приговорён к пяти годам лишения свободы из которых отбыл два и был выпущен за примерное поведение.

- В июле 1963 г. военнослужащий лётно-подъёмного состава ВВС США Роберто Рамос Микелена улетел на Кубу на учебно-тренировочном самолёте «Бичкрафт Ментор»[53] (единственный угон условно военного самолёта ВВС).

- 21 мая 1967 года участник Войны во Вьетнаме, кавалер Бронзовой звезды майор Ричард Харвуд Пирс, 36 лет, который имел допуск к работе с секретными материалами и служил адъютантом командующего 4-й армии на базе Форт Сэм Хьюстон, штат Техас, взяв с собой на борт своего четырёхлетнего сына Ричарда Пирса-младшего, улетел из Ки-Уэста на Кубу на личном самолёте «Cessna 150» и получил там политическое убежище[54]. Пирс стал самым высокопоставленным американским военным перебежчиком с момента начала Холодной войны[55]. Радио Гавана распространило заявление от имени Пирса, в котором говорилось, что тот сбежал по личным убеждениям. Представители федеральных органов власти США заявили, что тот сбежал скорее из-за семейных неурядиц, нежели из-за политических причин, поскольку после развода с женой и её повторного вступления в брак, по решению суда ребёнок остался на воспитание именно ей и её новому мужу, отчиму Пирса-младшего[55]. В 1979 году он вернулся в США[56].

Ещё пятеро военнослужащих различных служб Военно-воздушных сил США, не имея возможности угнать самолёт, сбежали в Советский Союз, ГДР и на Кубу, используя другой транспорт:
- В феврале 1959 г. военнослужащий ВВС США Либеро Риккьярделли, взяв отпуск, уехал в Москву, став у себя на родине в США невозвращенцем, получил советское гражданство, 19 июля выступил с антиамериканской речью на пресс-конференции для советской прессы[57][58] (впоследствии проходил по материалам дела об убийстве Президента США Дж. Кеннеди).[59]
- 1 августа 1960 г. военнослужащий лётно-подъёмного состава ВВС США Серафин Санчес покинул без разрешения свою военно-воздушную базу Шоу в Южной Каролине, чтобы по его собственным словам: «Защитить свою Родину, Кубу, от американской агрессии».
- В 1968 г. военнослужащий ВВС США штаб-сержант Дж. У. Райт покинул без разрешения свою военную часть и неустановленным путём сбежал в СССР, где попросил политическое убежище, а в 1969 г. появился на экранах телевизоров, с заявлением о том, что сбежал в Советский Союз из-за американской агрессии во Вьетнаме.
- Сотрудник бюро специальных расследований ВВС США техник 1-го класса, Роберт Гленн Томсон был завербован советской разведкой в июне 1957 г., и, проходя службу в Западном Берлине, передал сотни секретных технических документов и снимков новейшей техники, к которым имел допуск. Тем не менее американская контрразведка вычислила Томсона, и улететь или сбежать другим путём ему не удалось — он был арестован в июле 1963 г. и получил 30-летний срок тюремного заключения, которое отбывал в Льюисбурге, Пенсильвания. В 1978 г. между СССР и США был осуществлён обмен захваченными шпионами (в обмен на Томпсона, Советский Союз выдал израильского лётчика, сбитого в Мозамбике, и американского шпиона, захваченного «Штази»), после чего Томпсон оказался в СССР.
- Сотрудник разведывательной службы ВВС США Джеффри Кэрни был завербован «Штази» в начале 1980-х, передал большое количество секретных документов. В 1984 г. он был переведён обратно в США, на авиабазу Гудфеллоу в Техасе, где проводилось обучение молодых пилотов, и его доступ к важной секретной информации стал невозможен, в связи с чем в 1985 г. он сбежал в ГДР через Мексику.

### Великобритания
- Лётчик Королевских ВВС Великобритании, флаинг-офицер Энтони Мейнард Рэйт (Anthony Maynard Wraight), был завербован советской разведкой, и передавал важные секретные сведения и техническую документацию. После того, как он был вычислен британской контрразведкой, ему пришлось спешно бежать в Советский Союз в 1956 г.

### ФРГ
- 1 апреля 1971 года лётчик-курсант ВВС ФРГ капрал Ханс-Дитер Рейнкенсмейер улетел на «Сессне 172» в Восточную Германию и попросил там политического убежища[60].

### Греция
- 11 сентября 1970 г. пилот самолёта греческих ВВС C-47 с целью побега перелетел в советское воздушное пространство в районе Севастополя. Пилот советского Су-15, направленный встретить воздушного гостя, осуществил в воздухе манёвр, сигнализирующий грекам «следуй за мной». C-47 последовал за Су-15 и приземлился на авиабазе Бельбек. Как вскоре выяснилось, греческий пилот, капитан Михалис Маниатакис[греч.] угнал самолёт с авиабазы Ханья на острове Крит, чтобы бежать из контролируемой хунтой Греции. Маниатакис получил политическое убежище в СССР, впоследствии вернулся в Грецию[61].

### Голландия
- 7 марта 1964 года авиатехник авиаслужбы ВМФ Голландии матрос 1-го класса Тео ван Эйк (Theo van Eijck), 21 год, угнал двухмоторный патрульный самолёт «Грумман Трекер» с авиабазы ВВС Великобритании Хал Фар на Мальте и полетел в Ливию. Он пытался бежать в Египет, но ему не хватило топлива, чтобы долететь до Александрии. После полёта он совершил успешную посадку на короткой взлётной полосе вблизи ливийского города Бенгази. Его заставило пойти на угон исключение из лётного училища с разжалованием в матросы, после того как в разговоре с сослуживцем он нелестно отозвался о голландском военно-морском флоте. Он просил уволить его из рядов ВМФ, но вместо этого его отправили на Мальту дослуживать срок контракта, откуда он и сбежал. Ливийскими властями пилоту было предоставлено политическое убежище, но спустя год он согласился вернуться в Нидерланды и провёл один год в тюрьме. Самолёт также был возвращён Голландии[62]. Позже, в 1986 году, в Нидерландах вышла книга о его приключениях «Theo van Eijck. Kaper tegen wil en dank» («Тео ван Эйк — капер поневоле»)[63].

### Южная Корея
- В сентябре 1949 года южнокорейский пилот 1-й лейтенант Пак Ёнчжу перелетел на своём Stinson L-5 в Северную Корею.
- 3 декабря 1952 года лётчик южнокорейской армии 2-й лейтенант Ку Ёнам перелетел в Северную Корею и приземлил свой L-19 на аэродроме Пхеньяна.
- В октябре 1953 года южнокорейский пилот-инструктор капитан Ким Сунбэ перелетел на истребителе P-51 Mustang в Северную Корею.

## Страны социалистической ориентации

### Афганистан
С момента ввода контингента советских войск в Афганистан в конце декабря 1979 года до конца ноября 1980 года (за 11 месяцев войны) из страны при разных обстоятельствах бежало 17 лётчиков-афганцев с экипажами.
- 24 ноября 1960 года лётчик афганских королевских ВВС Абдус Самад Фазли (Abdus Samad Fazli) перелетел на учебно-тренировочном самолёте Piper Cub через границу в Пакистан[65].
- 28 октября 1980 года экипаж DC-10 национальной авиакомпании Ariana Afghan Airlines угнал самолёт во время рейса «Дели—Кабул»[64].
- 26 апреля 1981 года экипаж вертолёта Ми-8 в количестве трёх человек угнали вертолёт в Пакистан, приземлившись в аэропорту Кветта. Маршрут полёта общей протяжённостью около 290 км проходил на малых высотах для предотвращения обнаружения радиолокационными средствами с земли[66].
- 20 ноября 1983 года пилот Су-7 ВВС ДРА приземлился на Далбандинском аэродроме в приграничной провинции Белуджистан[67].
- 25 марта 1984 года в 12:10 по местному времени пилот самолёта МиГ-17 ВВС ДРА Саид Мохаммед Хашим (Syed Mohammad Hashim) разбился во время попытки аварийной посадки в 10 км западнее перевала Газабанд или 24 км к северо-западу от аэропорта Кветта (Пакистан). Пилот предпринял попытку посадки и начал манёвр снижения в 11:50 в районе между н. п. Спин-Болдак и Чаман из-за нехватки топлива. Обломки самолёта не взорвались из-за практически полного отсутствия горючего в баках. Тело погибшего пилота было передано официальным афганским властям[68][69].
- 13 июля 1985 года два вооружённых под завязку Ми-24Д ВС ДРА с авиапушками и пулемётами с полным боекомплектом и вооружением, оснащённые специальным электронным оборудованием для полётов в горах, вылетевшие для выполнения боевого задания были угнаны пилотировавшими их афганскими офицерами в соседний Пакистан, совершив посадку в Мираншахе. Указанный инцидент был весьма крупной удачей для США (вероятно даже более важной, чем угон МиГ-25 В. И. Беленко в 1976 году)[неопределённость], так как это был первый случай угона вертолётов указанной модели, как написала газета «Нью-Йорк таймс» «впервые советский вертолёт такого типа приземлился на территории страны-военного сателлита Запада»[70].
- В июле 1989 года афганский лётчик угнал самолёт Су-22 в Пакистан.

В декабре 2004 года министерство обороны Афганистана сообщило о попытках добиться возвращения пяти бомбардировщиков, восьми истребителей, двух транспортных самолётов, такого же количества учебных самолётов, а также девяти вертолётов которые оказались за границей в результате бегства афганских военнослужащих-лётчиков. 19 воздушных судов, по имеющимся данным, находятся в Пакистане, семь в Узбекистане. После этого пакистанские представители подтвердили, что на различных авиабазах в стране до сих пор находятся шесть афганских вертолётов, восемь истребителей МиГ-21 и четыре истребителя-бомбардировщика Су-22, пилоты которых в 1983—1989 годах стали перебежчиками.

### Вьетнам
- 30 сентября 1981 года лётчик вьетнамских ВВС на вертолёте UH-1H Iroquois (69-15690) перелетел в Китай. Сейчас этот вертолёт выставлен для обозрения в Музее авиации Китая в городе Датаншань (Datangshan).

### Китай
Китайские лётчики в большинстве случаев местом своего приземления выбирали Тайвань. Тайвань всячески мотивировал перелёты лётчиков-перебежчиков в целях пропаганды. За годы холодной войны Тайвань выдал в качестве вознаграждения лётчикам-перебежчикам из Китая более 2,5 тонн золота в слитках. Радио Тайваня, вещающее на Китай, регулярно извещало китайских слушателей о «прейскуранте» наград в виде золотых слитков, в зависимости от того, на каком самолёте перебежчик перелетел на Тайвань, а также о том, как сумма награды будет распределена, если беглецов будет двое. Перебежчикам из Китая на Тайване гарантировалась служба в ВВС по специальности с повышением в воинском звании.
- 12 января 1960 года первый случай бегства китайского военного лётчика. Ян Дэцай (Yang Decai) (杨德才), лётчик из 4-й воздушной дивизии ВВС Китая перелетел на МиГ-15 с серийным номером № 6501 из военно-воздушной базы Луцяо (路桥) в уезд Илань на Тайване. Однако Ян Дэцай разбился при посадке.
- 15 сентября 1961 года лётчики китайских ВВС Шао Сиянь (Shao Xiyan) (邵希彦) и Гао Юцзун (Gao Youzong) (高佑宗) перелетели на самолёте Ан-2 из уезда Цзяо-сянь (胶县) провинции Шаньдун на южнокорейский остров Чеджудо. 7 октября 1961 года они прибыли на Тайвань. Обоих лётчиков принял лично лидер Тайваня Чан Кайши и после беседы с ними наградил их примерно 25 кг золота. Оба пилота затем служили в Военно-Воздушных Силах Тайваня и позднее вышли в отставку в ранге полковников. После отставки Шао эмигрировал в США.
- 3 марта 1962 года Лю Чэнсы (Liu Chengsi) (刘承司), лётчик 8-й эскадрильи 3-го крыла 16-го авиаполка ВВС Китая перелетел на МиГ-15 из воздушной базы Луцяо (Luqiao) (路桥) в провинции Чжэцзян прямо в международный аэропорт Чан Кайши города Тайбэй, Тайвань. Лю был награждён примерно 1 000 таэлями (примерно 50 кг золота) и должностью заместителя директора радиостанции ВВС Тайваня. Позднее он был уволен в запас в должности полковника.
- 11 ноября 1965 года лётчик Ли Сяньбинь (Li Xianbin) (李显斌), капитан 8-й дивизии ВВС Китая перелетел на бомбардировщике Ил-28 с бортовым номером № 0195 с аэродрома Цзяньцяо (笕桥) в Ханчжоу в аэропорт Чан Кайши на Тайване. Угнанный самолёт стал первым полностью работоспособным Ил-28 в руках западных специалистов. Стрелок-радист Лянь Баошэн (Lian Baosheng) (廉保生) был обнаружен мёртвым, а штурман Ли Цайван (Li Caiwang) (李才旺) был захвачен живым после неудачной попытки самоубийства. Оба оставшихся в живых перебежчика награждены и назначены на посты в ВВС Тайваня. Ли Сяньбинь был награждён 2 000 таэлями (прим. 100 кг) золота, в то время, как Ли Цайван получил 1 000 таэлей (прим. 50 кг) золота. Так как Лянь Баошэн был найден мёртвым, его награда в 1 000 таэлей (прим. 50 кг.) золота была разделена поровну между Ли Сяньбинем и Ли Цайваном.
- Два года спустя имя Ли Сяньбиня (李显斌) опять попало в заголовки новостей, когда он потребовал, чтобы ему передали все награды, посчитав, что с ним не справедливо обошлись на Тайване. Ли Сяньбинь заявил, что он был единственным перебежчиком, в то время, как другие были фактически пленниками во время его побега. Это был факт, с которым позднее согласились и тайваньское правительство, и сам выживший штурман Ли Цайван. Ли Сяньбинь заявил, что весь экипаж самолёта был награждён, как перебежчики, в целях политической пропаганды, что было далеко от правды. Однако он не преуспел в получении всей золотой награды. После почётной отставки в звании полковника из ВВС Тайваня, Ли Сяньбинь получил вид на жительство в Канаде. В 1992 году Ли Сяньбинь опять попал в заголовки новостей, когда он вернулся в Китай через Канаду, после получения информации, что его мать находится при смерти. Его возвращение в Циндао в октябре 1992 года сначала осталось незамеченным. Однако затем он был арестован местной службой общественной безопасности во время его поездки в аэропорт для возвращения в Канаду. Ли Сяньбинь был приговорён к 15 годам заключения. Однако позднее срок его заключения был сокращён до 10 лет, а затем срок его заключения был значительно сокращён из-за того, что у него был обнаружен рак желудка в последней стадии. Ли Сяньбинь был досрочно освобождён и умер вскоре после своего освобождения. Многие активисты китайского демократического движения сначала обвиняли китайское правительство в негуманности запрета для Ли Сяньбиня в возвращении в Китай, для посещения своей умирающей матери, а затем обвиняли китайское правительство в том, что оно хочет репатриировать Ли Сяньбиня либо в Канаду, либо на Тайвань, не желая оплачивать счета за его лечение, а у Ли Сяньбиня не было возможности перевести свои средства в Китай. Китайское правительство рассчитывало, что Ли Сяньбинь не покинет Китай зная, что ему осталось жить немного, и что тому хочется быть похороненным рядом со своей матерью.
- Ли Цайван (李才旺), штурман Ил-28, был во время побега серьёзно ранен Ли Сяньбинем (李显斌) и после неудачной попытки самоубийства был вынужден принять свою судьбу. Во время его пребывания в госпитале, где лечили его ранение в плечо, медсестра, которая ухаживала за ним, влюбилась в него и рассказала ему, что ей поручили следить за ним, по распоряжению тайваньского правительства. После выздоровления Ли Цайван, женившись на медсестре, поселился в её квартире. Однако даже после этого слежка за парой не прекращалась. Генерал-майор тайваньской армии, поручил своему сыну-школьнику, который учился в школе рядом с их домом, следить за этой семьёй, для чего он даже арендовал комнату в её доме. Хотя генерал-майор и его сын в конце концов перестали следить за ними, у Ли Цайвана не было намерения оставаться на Тайване. Так как сестра его жены была замужем за американцем, Ли Цайван, после своей почётной отставки в звании полковника, в 1972 году, со своей женой, эмигрировал в Соединённые Штаты. В 1979 году эта пара получила американское гражданство. В 1982 году китайские дипломаты вышли на контакт с Ли Цайваном и выслушали его версию инцидента. После возобновлённого расследования, в 1984 году китайское правительство реабилитировало Ли Цайвана. После нескольких поездок в Китай в 1990-х гг., Ли Цайван, в конце концов, в 1998 году поселился в Китае.
- 7 июля 1977 года Фань Юанье (Fan Yuanye) (范园焱), лётчик ВВС Китая перелетел на самолёте Shenyang J-6 (с бортовым номером 3171) из Цзиньцзяна на Тайвань[72]. Там лётчик был награждён званием подполковник ВВС Тайваня. После его почётной отставки из ВВС Тайваня Фань вложил свои деньги в инвестиционную компанию. Ему была предоставлена американская «грин карта», однако он остался на Тайване для управления своими инвестициями.
- 15 апреля 1979 года, Янь Вэньчан (Yan Wenchang) (阎稳昌), известный лётчик ВВС Китая, обладатель многочисленных наград во время китайско-вьетнамской войны, был сильно раздосадован после известия, что должность заместителя комиссара эскадрильи была предоставлена другому человеку, а не ему. Янь полагал, что он лучшая кандидатура на эту должность и рассчитывал получить повышение. В результате он решил перелететь во Вьетнам. Решение о бегстве ускорила и информация, что его подразделение собираются перевести в Хунань. Единственная вещь, которую он оставил, была записка своей жене: «Я уезжаю, прощай навсегда!». Однако после того, как его Shenyang J-6 вошёл в пространство Вьетнама со стороны Гуанси, Вьетнам не реагировал на все его попытки выйти на контакт. Факт его смерти вызывает некоторые вопросы, однако Янь погиб от столкновения с вершиной горы на высоте 1000 метров, приблизительно в 80 км от г. Хайфона. Министерство иностранных дел Китая на следующий день заявило Вьетнаму, что данный инцидент был вызван навигационной ошибкой и попросило вернуть останки пилота и истребителя. Однако Вьетнам отказался, и вместо этого, попросил СССР изучить обломки самолёта. Советские авиационные эксперты обнаружили, что авионика J-6 являлась крайне примитивной даже по советским стандартам, и, конечно, отсутствовала какая-либо навигационная авионика. Больше того, связь J-6 была не закодированной, и связь могла быть нарушена воздействием обычной хорошей гражданской радиостанции. Так как Янь был обычным пилотом, который патрулировал воздушное пространство в пределах 10 км от китайско-вьетнамской границы (часто по 4 раза в день), то его бегство не было обнаружено вплоть до его крушения.
- 16 октября 1982 года лётчик ВВС Китая У Жунгэнь (Wu Ronggen) (吴荣根) перелетел на Shenyang J-6 из Вэньдэна в аэропорт Сеула. По прибытии на Тайвань У был награждён 4 000 таэлями (прим. 200 кг) золота. В 1987 году Ву вышел в почётную отставку из ВВС Тайваня в звании майора и эмигрировал в США.
- 7 августа 1983 года Сунь Тяньцинь (Sun Tianqin) (孙天勤), лётчик-испытатель ВВС Китая, 46 лет, перелетел на J-7II (кит. МиГ-21 с бортовым номером 045) из г. Далянь в Сеул, Южная Корея. Суню было присвоено звание полковника ВВС Тайваня и 7 000 таэлями (прим. 350 кг.) золота, что является самой высокой зарегистрированной наградой в таких случаях. В январе 1985 года Сунь женился на Ли Тяньхуэй (Li Tianhui) (李天慧), китайской артистке, которая также бежала на Тайвань, и впоследствии, после почётной отставки из ВВС Тайваня, эта пара эмигрировала в Канаду[73][74].
- 14 ноября 1983 года Ван Сюэчэн (Wang Xuecheng) (王学成), 25 лет, командир 2-го авиакрыла 18-го авиаполка 6-й дивизии морской авиации Китая перелетел на Shenyang J-5 с бортовым номером 83065 из Дайшаня (岱山), провинции Чжэцзян на Тайвань. Под эскортом F-5E, он успешно приземлился в международном аэропорту Чан Кайши. Вану было присвоено звание майора ВВС Тайваня, а также он был награждён 3 000 таэлями (прим. 150 кг.) золота. После развода Ван женился на местной тайваньской женщине и впоследствии стал отцом двух дочерей и одного сына. Ван также общался по телефону с членами его бывшей семьи в провинции Хэнань. Ван, в отличие от многих других китайских перебежчиков, отказывался эмигрировать из Тайваня.
- 25 августа 1985 года заместитель командира авиакрыла ВВС Китая Сяо Тяньжунь (Xiao Tianrun) (萧天润), перелетел на Ил-28 из уезда Цзяо-сянь (胶县) провинции Шаньдун в южнокорейский город Ири (ныне Иксан). Во время аварийной посадки на поле погиб штурман Сунь Учунь (Sun Wuchun) (孙武春). Также погиб южнокорейский крестьянин на земле. Радиооператор/хвостовой стрелок Лю Шуи (Liu Shuyi) (刘书义) отказался стать перебежчиком, и южнокорейская сторона передала его Китаю, вместе с прахом Сунь Учуня. 20 сентября 1985 года Сяо достиг Тайваня и был награждён 3 000 таэлями (прим. 150 кг.) золота, а также ему было присвоено звание полковника ВВС Тайваня. Сяо Тяньжунь написал в двух экземплярах декларацию против коммунизма в Китае, и попросил, чтобы один экземпляр был отправлен председателю КПК Дэн Сяопину. Сяо был принят лично президентом Тайваня Цзян Цзинго. В октябре того же года он появился на параде, посвящённому национальному празднику Тайваня. Позднее Сяо женился на журналистке тайваньского телевидения Чжан Дэфэн (张德芬), которая помогла ему в его инвестициях на тайваньском фондовом рынке. Однако позднее они развелись.
- 21 февраля 1986 года Чэнь Баочжун (Chen Baozhong) (陈宝忠), командир эскадрильи 3-го авиакрыла 4-го полка воздушной разведки перелетел на разведывательной версии самолёта Shenyang J-6 с бортовым номером 3283 из аэропорта города Шэньян в аэропорт южнокорейского города Сувон провинции Кёнгидо. Чен достиг Тайваня 30 апреля 1986 года. Он был награждён 5 000 таэлями (прим. 250 кг.) золота. После его почётной отставки из ВВС Тайваня о нём имеется мало информации.
- 24 октября 1986 года лётчик ВВС Китая Чжэн Цайтянь (Zheng Caitian) (郑菜田) перелетел на самолёте Shenyang J-6 из города Яньтай на южнокорейскую авиабазу K-16 под Сеулом, а потом он был переправлен на Тайвань, где он был награждён 5 000 таэлями (прим. 250 кг.) золота. Из всех китайских лётчиков-перебежчиков жизнь у Чжэна сложилась тяжелее всех. Он вложил большую часть своих денег в предприятие по производству электроники, однако предприятие обанкротилось. Неудачей обернулись и его последующие инвестиции, в которых он потерял остатки денег.
- 19 ноября 1987 года Лю Чжиюань (Liu Zhiyuan) (刘志远), командир эскадрильи 49-й дивизии ВВС Китая перелетел на самолёте Shenyang J-6 с бортовым номером 40208 из аэродрома Лунси[англ.] (龙溪) в городе Чжанчжоу на авиабазу Цинцюаньган[англ.] (Qingquangang) на Тайване. Лю Чжиюань был награждён 5 000 таэлями (прим. 250 кг золота или экв. $2 млн)[75].
- 6 сентября 1989 года Цзян Вэньхао (Jiang Wenhao) (蒋文浩), 23 года, лейтенант 2-го авиакрыла 145-го полка 49-й дивизии ВВС Китая перелетел на самолёте Shenyang J-6, с бортовым номером 40307, из аэродрома Лунси (龙溪) в городе Чжанчжоу провинции Фуцзянь, в аэропорт Шанъи (尚义), расположенный на небольшой группе островов Цзиньмэнь (Kinmen), принадлежащих Тайваню. С Цзяном провёл беседу начальник генерального штаба вооружённых сил Тайваня Хао Боцунь (Hau Pei-tsun, 郝柏村) Цзяну было присвоено звание лейтенанта ВВС Тайваня. Финансовая награда для Цзяна, однако, была сокращена с первоначальных 5 000 таэлей (прим. 250 кг.) до 2 000 таэлей (прим. 100 кг.) золота. Правительство Тайваня 15 сентября 1988 года, вследствие снижения напряжения в отношениях с Китаем в 1980-х гг, и в ответ на подобный шаг со стороны Китая четырьмя днями ранее, значительно сократило суммы выплаты вознаграждения для китайских перебежчиков (Китай полностью отменил какие-либо финансовые вознаграждения для каких бы то ни было тайваньских перебежчиков). Цзян позднее вышел в отставку из ВВС Тайваня в звании капитана. Впоследствии Цзян стал известным подводным фотографом, и получил ряд наград за успехи на новом поприще. Также работал инструктором по дайвингу.
- 25 августа 1990 года командир звена старший лейтенант Ван Баоюй (Wang Baoyu) (王宝玉), 27 лет, из 62-го воздушного полка 21-й воздушной дивизии ВВС Китая на китайском самолёте Shenyang J-6 с бортовым номером «20520» перелетел советско-китайскую границу в районе горы Столовой, а затем совершил посадку на военном аэродроме Кневичи возле Владивостока. Ван Баоюй взлетел с военного аэродрома Цзяохэ (Jiaohe, 蛟河) вблизи города Муданьцзян (расположен в 381 км от Владивостока). Взлетев, он изменил курс и на низкой высоте вошёл в советское пространство. Ни китайская, ни советская ПВО этого не заметили. Конечной целью Ван Баоюя была эмиграция в США. Способом решения этой задачи он выбрал перелёт через ближайшую границу — в СССР. Однако российско-китайские отношению к этому времени уже кардинально изменились. 30 августа решением президента СССР Горбачёва истребитель и пилот были возвращены властям Китая. Ван Баоюй был приговорён к смертной казни, которая затем была заменена пожизненным заключением. Причинами бегства Ван Баоюя являлись экономические проблемы семьи и неприятие политики властей Китая[76]. Китайские диссиденты за границей протестовали против действий правительства СССР. По воспоминаниям очевидца-прапорщика, это произошло следующим образом: «В один из солнечных дней над нашим аэродромом пронёсся Миг-19, мы даже опешили, потом он совершил посадку, зарулил, и стал требовать керосина для дальнейшего перелёта в Японию; подъехали особисты, и объяснили, что он уже никуда не полетит. Самолёт зачехлили и спрятали, лётчика увезли. Через несколько дней прилетели китайцы, им передали незадачливого перебежчика; как только он попал к ним в руки, они начали его избивать. Били очень сильно, волоча к самолёту. Затащив, улетели. За ним и улетел и Миг-19 с другим пилотом[77]».

По другим источникам, передача лётчика происходила иначе: «Русские заявили Ван Баоюю, что выясняют вопрос о его эмиграции в Америку и ведут переговоры с консульством США во Владивостоке. Однако в связи с неудобствами проживания на базе и в целях обеспечения его безопасности лётчику необходимо будет пока переехать в другое место. А так как проезжать нужно будет через территорию военных частей, сделать это придётся с завязанными глазами. Баоюй согласился. Но когда повязку сняли, оказалось, что его доставили к борту ТУ-154, специально присланного за ним китайцами. Тут же в проёме двери самолёта русские из рук в руки передали перебежчика китайской стороне». Согласно некоторым сообщениям, несколько высокопоставленных командиров ПВО СССР было уволено из-за того, что перелёт китайского самолёта оставался незамеченным до момента его приземления.

### Северная Корея
- В июле 1951 года обломки МиГ-15 были извлечены с пятиметровой глубины из океана вблизи северокорейского побережья. Остаётся неизвестным, была ли это авария или же попытка к бегству в Южную Корею[78].
- 21 сентября 1953 года старший лейтенант ВВС КНДР Но Гым Сок (노금석), 21 год, бежал на самолёте МиГ-15 в Южную Корею. США, рассматривая это как удачу для разведки, так как этот истребитель тогда был лучшим в коммунистическом блоке, наградили лётчика громадной по тем временам суммой в 100 000 долларов. Ему также было предоставлено американское гражданство[79]. Переехав в США, Но Гым Сок со временем стал заметным авиационным инженером, преподавал в университете, сейчас вышел на пенсию[80].
- 21 июня 1955 года произошёл единственный в истории Северной Кореи групповой авиапобег в Южную Корею. На тренировочном самолёте Як-18 бежали двое северокорейских офицеров. Самолёт приземлился в столичном аэропорту Южной Кореи[80].
- В 1960 году лейтенант Чон Накхи (Chong Nak-Hyok) перелетел в Южную Корею на МиГ-15[80]. В рядах ВВС РК дослужился до полковника[источник не указан 2900 дней].
- В 1970 году майор Пак Сунгук получил приказ перегнать отремонтированный МиГ-15 из ремонтных мастерских до базы в Вонсане. Он воспользовался этой возможностью, чтобы перелететь на юг. Правда, не всё пошло по плану, и истребитель разбился при вынужденной посадке в провинции Канвон, но сам пилот при этом не пострадал[80].
- 25 февраля 1983 года в Сеул бежал капитан Ли Унпхён (Lee Ung-Pyong). Он осуществлял обычный учебный полёт в непосредственной близости от границы и решил воспользоваться этой возможностью для побега. Его МиГ-19 приземлился на южнокорейской авиабазе под Сеулом. Воздушные силы Южной Кореи наградили его премией. В соответствии с обычной практикой, Ли Унпхён поступил на службу в южнокорейскую армию, где со временем стал полковником и преподавал в академии Воздушных Сил Южной Кореи до своей смерти в 2002 году. Полученная им награда равнялась 1,2 миллиарда южнокорейских вон[80].

### Куба
- В ходе обострения международной напряжённости в преддверии Карибского кризиса, за восемь месяцев, с августа 1961 по апрель 1962 года сбежало 16 пилотов национальных авиалиний Compania Cubana de Aviacion SA, практически все с рейсов в СССР и соцстраны Восточной Европы во время промежуточных остановок в канадском аэропорту Гандер на острове Ньюфаундленд[81]. Вскоре после этого, для исключения возможности бегства пилотов и пассажиров во время стоянки в промежуточных аэропортах капстран были введены прямые беспересадочные рейсы с Кубы в СССР и обратно[82].
- В 1968 году кубинский лётчик бежал на своём МиГ-17 на военно-воздушную базу Хомстед (Homestead Air Force Base) в Майами.
- 5 октября 1969 года Эдуардо Хименес (Eduardo Jimenez) перелетел на самолёте МиГ-17 с Кубы в Соединённые Штаты. Самолёт был позднее возвращён на Кубу[83].
- 28 мая 1987 года кубинский бригадный генерал Рафаэль дель Пино Диас (Rafael Del Pino Diaz), ветеран Плайя-Хирон и войны в Анголе, бежал в США на Сессне 402 авиакомпании Aero Caribbean со своей третьей женой и своими двумя маленькими детьми: дочерью и сыном Рамсесом. Рафаэль дель Пино Диас во время прежней своей службы в кубинской армии являлся пилотом МиГ-23. Он остаётся самым высокопоставленным кубинским военным беглецом[83].
- 20 марта 1991 года майор Орестес Лоренсо Перес (Orestes Lorenzo Perez) перелетел на своём МиГ-23БН на военно-морскую базу США в Ки-Уэст во Флориде во время тренировочных занятий[84]. 19 декабря 1992 г. Орестес вернулся на Кубу на арендованном двухмоторном самолёте Сессна 310 постройки 1961 года. Приземлившись на мосту прибрежной автодороги к востоку от Гаваны в северной провинции Матансас (Matanzas) в назначенное время, он забрал свою жену Викторию и двух сыновей возрастом 11 и 6 лет, которые уже ждали его, проинформированные посредством ранее тайно доставленной ей записки, и благополучно вернулся в Майами[85].

### Никарагуа
- 8 марта 1982 года двое военнослужащих ВВС Никарагуа, выполняя внутренний рейс в приграничном регионе, угнали военно-транспортный самолёт в Гондурас[86].
- 7 декабря 1988 года пилот ударного вертолёта Ми-25 Сухопутных войск Никарагуа угнал машину в Гондурас, по пути от точки пересечения национального воздушного пространства до Тонкотинского аэродрома[англ.] в пригороде Тегусигальпы его сопровождали самолёты ВВС Гондураса. По итогам перелёта Министр иностранных дел Гондураса Карлос Контрерас[англ.] созвал пресс-конференцию[87].

### Сомали
- 1974/1975 год (точная дата неизвестна) пилот ВВС Сомали угнал учебно-тренировочный самолёт Cessna 150 в Эфиопию. Несмотря на мирное время, отношения двух государств были традиционно напряжёнными и самолёт возвращать не стали, он использовался в дальнейшем для подготовки лётного состава ВВС Эфиопии[88].

### Эфиопия
- В 1977 году, в ходе войны за Огаден, лётчик ВВС Эфиопии майор Афеворки Меконнен (Afeworki Mekonnen) угнал средний бомбардировщик Canberra B.Mk.52 (б.н. 354), приземлившись на авиабазе ВВС Сомали Харгейса (в северо-восточной части страны). Поскольку этот регион граничит с Эфиопией, сомалийские военные указали лётчику перегнать самолёт на аэродром Кисмайо в южной части страны, где он был оставлен на хранение под открытым небом. С бегством Афеворки обороноспособности Эфиопии был нанесён ощутимый удар — в ВВС страны оставалось всего три бомбардировщика (один из которых был снят с эксплуатации) и двое пилотов такого типа самолётов. Перебежчик в итоге получил политическое убежище в Канаде, куда и выехал на постоянное место жительства в 1980 году[88].
- 21 августа 1987 года лётчик ВВС Эфиопии угнал военный вертолёт в Судан, приземлившись в восточной части страны, где запросил суданские власти о предоставлении ему политического убежища[89].

### Югославия
- В течение 1991 года двое пилотов ВВС СФРЮ перешли на службу новообразованной самопровозглашённой Хорватии (без самолётов). Проходили службу в Сисакском гарнизоне на офицерских должностях[90].
- 21 октября 1991 года пилот МиГ-21 ВВС СФРЮ не желая участвовать в гражданской войне в Хорватии перелетел в Австрию и приземлился в аэропорту Альпе-Адрия в Клагенфурте, где по нормам международного права самолёт содержался до прекращения военных действий, а пилоту было предоставлено убежище[90].
- 4 января 1992 года пилот МиГ-21бис 117-го истребительной эскадрильи ВВС Югославии угнал свой самолёт с Желявской авиабазы в Хорватию[90]. Указанный инцидент стал фактической датой рождения ВВС Хорватии, которые приобрели таким образом свой первый боевой самолёт вдобавок к захваченному ранее вертолёту Ми-8[91][92].
- 15 мая 1992 года два МиГ-21бис с аэродрома Ужицкого аэродрома перелетели в Хорватию и совершили посадку один в Загребе, другой в Сплите[90].

## Арабские страны
Хотя арабские страны, строго говоря, не принадлежали к странам за железным занавесом либо за «бамбуковым занавесом», являясь странами-клиентами Советского Союза, их техника представляла интерес для западных спецслужб. Поэтому перебежчики из этих стран также рассматриваются в рамках данного списка.

### Алжир
- После бегства иракского ассирийца капитана Мунира Редфа Израилем были арестованы 3 МиГ-21Ф-13 и 3 МиГ-17Ф после того, как они по ошибке приземлились на израильской воздушной базе Эль-Ариш (el-Arish). Один из пленённых алжирских пилотов попросил политическое убежище, которое было ему предоставлено. Остальные пленники были возвращены на родину.

### Египет
- 19 января 1964 года египетский пилот флайт-лейтенант Махмуд Аббас Хилми, 26 лет, бежал из базы Эль-Ариш под Бильбейсом на воздушную базу Хацор в Израиле на учебно-тренировочном самолёте Як-11 чехословацкого производства (там же проходил курс лётной подготовки сам пилот). По пути, в 25 км от израильской границы пролетала пара истребителей МиГ-17, которые заметили перебежчика, которые по всей вероятности получили приказ сбить нарушителя, но не успели принять меры, поскольку Як-11 уже пересёк израильскую воздушную границу, а навстречу МиГам была поднята истребительная авиация ВВС Израиля. После посадки в 10:37 по местному времени он заявил, что угнал самолёт «по политическим причинам», однако пояснить подробности своего протеста против политического курса президента Гамаля Абдель Насера и вообще причины, которые заставили его угнать самолёт, отказался[93].

### Иордания
- 12 ноября 1962 года лётчик, которого в прессе назвали главнокомандующим иорданских ВВС лейтенант-полковник Саль Мохамед Хамза (Sahl Mohamed Hamza) перелетел на небольшом четырёхмоторном пропеллерном военно-транспортном самолёте De Havilland DH.114 Heron в Объединённую Арабскую Республику.

### Ирак
- 30 ноября 1963 года иракский лётчик лейтенант Абдель Рахим эль-Селим Зухер совершил побег в СССР через территорию Ирана. Посадка успешно произведена на одном из аэродромов в районе Баку, Азербайджанской ССР. Причиной побега стало нежелание участвовать в подавлении выступлений курдов. Лётчику предоставлено политическое убежище.
- 16 августа 1966 года лётчик Мунир Редфа, летавший на МиГ-21Ф-13, перелетел из Ирака в Израиль. Самолёт подвергся в Израиле лётным испытаниям, а затем переправлен в Соединённые Штаты для дальнейших исследований. Впоследствии самолёт был возвращён Израилю, где он использовался на авиапарадах ко Дню независимости[94], сейчас выставлен в музее ВВС Израиля.
- 2 декабря 1982 года во время ирано-иракской войны иракский лётчик угнал истребитель МиГ-23МС в Иран. Самолёт позднее был уничтожен иракской авиацией.[95]

### Иран
- 5 августа 1980 года экипаж военно-транспортного самолёта Fokker F27 Friendship в количестве четырёх человек угнали свой самолёт в Ирак и запросили политического убежища[96].
- 8 марта 1982 года пилот и оператор бортового вооружения F-4E Phantom ВВС Ирана улетели на своём боевом самолёте в Саудовскую Аравию и запросили политическое убежище[86].
- 10 июля 1983 года двое иранских лётчиков угнали F-4 «Фантом» и улетели на нём в Турцию.
- 10 июля 1983 года иранский лётчик капитан Ирадж Фазели (Iraj Fazel) вылетел из Табриза и приземлился на истребителе американского производства F-5E Tiger II в аэропорте города Ван, восточной провинции Турции, граничащей с Ираном.
- В 1984 году иранский F-4 «Фантом» был угнан в Саудовскую Аравию.
- В начале 1984 года произошло два перелёта самолётов F-5E в Саудовскую Аравию. Один из иранских лётчиков вернулся в Иран несколько лет спустя. В обоих случаях истребители были возвращены Ирану несколькими неделями позднее.
- 30 августа 1984 года иранский лётчик капитан Рахман Наджиб (Rahman Nageeb)перелетел в Ирак на своём самолёте F-4E Phantom II, серийный номер 3-6552.
- 21 июля 1985 года иранский лётчик Мехди Бабайе (Mehdi Babaie) с двумя другими авиаторами перелетели в Ирак на вертолёте американского производства Boeing CH-47 Chinook, серийный номер 5-4089.
- В августе 1986 как минимум 3 иранских F-4 «Фантом» было угнано в другие страны.
- 31 августа 1986 года иранский высокотехнологичный истребитель F-14A Tomcat, вооружённый, как минимум, одной ракетой класса «воздух-воздух» AIM-54 приземлился в Ираке. Официальный представитель иракского военного ведомства объявил, что они пилотировали F-4, и назвал их имена — пилот майор Ахмед Мурад Талиби (Ahmed Murad Talibi) и оператор бортового вооружения капитан Хасаан Нагафи Хабибулла (Hassan Nagafi Habibullah)[97]. После приземления самолёт был окружён примерно двадцатью американскими военными, которые взяли под охрану самолёт и пилота, в то время, как Хабибулла, который был против побега, был пленён, и стал в Ираке военнопленным. Позднее Хабибулла был освобождён вместе с другими военнопленными, а Талиби был позднее убит в Европе. F-14A, вместе с также угнанным ранее F-4E, после обследования и ремонта американскими техниками, были перегнаны в Саудовскую Аравию американскими лётчиками. По другим данным, попытка угона произошла 2 сентября и сорвалась, поскольку F-14 был сбит иракским истребителем МиГ-23[98].
- 2 сентября 1986 года 2 иранских F-4 «Фантом» были угнаны в Ирак[99].

### Ливия
- 11 февраля 1981 года лётчик ливийского МиГ-23 перелетел на греческую авиабазу Малеме (Maleme) на острове Крит. 14 февраля самолёт был возвращён Ливии, греческое правительство заверило ливийскую сторону, что ни один авиационный специалист США или НАТО не приближался к самолёту во время стоянки его в Греции. Пилоту было предоставлено политическое убежище, за это Ливия ввела эмбарго на поставку нефти в Грецию (15 % потребляемой страной нефти)[100].

### Мозамбик
- 8 июля 1981 года иностранный военный специалист по контракту Адриану Франсишку Бомба (Adriano Francisco Bomba) пилотируя самолёт МиГ-17 перелетел из Мозамбика в ЮАР. Самолёт был возвращён в ноябре 1981 года.

### Пакистан
- 20 августа 1971 года, во время войны войны за независимость Бангладеш от Пакистана, военный лётчик-инструктор пакистанских ВВС лейтенант Матюр Рахман (Matiur Rahman) предпринял попытку бегства с тем, чтобы присоединиться к Освободительному движению Бангладеш. Матюр Рахман, управляя учебно-тренировочным самолётом T-33 Shooting Star, попытался перелететь из Карачи в Индию. Однако его попытка потерпела неудачу, предположительно, из-за стажёра Рашида Минхаса (Rashid Minhas), в результате борьбы с которым самолёт упал вблизи города Татта, в 40 км от пакистано-индийской границы. Оба пилота были посмертно награждены высшими военными наградами, соответственно, властями противоборствующих стран[101]. Всем остальным пилотам пакистанских ВВС бенгальского происхождения были запрещены полёты до окончания конфликта, с тем, чтобы предотвратить попытки бегства в дальнейшем.
- 17 декабря 1971 года, во время войны третьей Индо-пакистанской войны, пилоты 5 пакистанских истребителей F-86 Sabre угнали свои самолёты к врагу[102].

### Саудовская Аравия
- 2 октября 1962 года двухмоторный самолёт Fairchild C-123 Provider саудовских ВВС, экипированный американским вооружением и оборудованием был послан саудовским принцем Хасаном на поддержку прокоролевских сторонников в Йемене. Однако самолёт перелетел в Египет. Экипаж из трёх человек запросил и получил политическое убежище. Членами экипажа были пилоты Рашад Сиша Мекка (Rashad Sisha Mecca), Ахмед Хуссейн Икка (Ahmed Hussein Ikka) и авиаинженер Омар (Omar)[103].
- 3 октября 1962 года двое саудовских лётчика Али Эль-Ажари и Абдул Вахаб на тренировочном самолёте ВВС Саудовской Аравии приземлились в Египте. Лётчики запросили политическое убежище и оно было им предоставлено. Это был второй экипаж-перебежчиков за два дня.
- 8 октября 1962 года ещё два саудовских военных самолёта перелетели в Египет.
- 11 ноября 1990 года пилот саудовских ВВС перелетел на передовом в техническом отношении истребителе F-15C Eagle в Судан во время операции «Щит пустыни» (Desert Shield). Саудовская Аравия заплатила 40 млн долларов за возвращение самолёта, тремя месяцами спустя[104].

### Сирия
- В 1965 году сирийский лётчик бежал на МиГ-17Ф в Израиль.
- 1 августа 1968 года лётчики девяти сирийских МиГ-17 и трёх МиГ-21 перелетели в Ирак.
- 12 августа 1968 года два сирийских МиГ-17 приземлились на Бецетском аэродроме в Израиле, по официальной версии «по ошибке».
- 1973 (точная дата неизвестна) два истребителя МиГ-17 ВВС САР приземлились в Израиле, по официальной версии «по ошибке». Пилоты вместе с самолётами были возвращены Сирии в обмен на израильских военнопленных[105].
- В 1976 году сирийский лётчик перелетел на МиГ-23 в Ирак.
- 11 октября 1989 года майор ВВС САР Абдель Бассем (Abdel Bassem), 34 года, выполнявший учебный полёт в районе сирийской части Голанских высот, внезапно изменил курс и приземлил свой МиГ-23МЛ в Израиле. Бассем заявил, что совершил побег ввиду личных трудностей по службе и в связи с не предоставлением ему жилья начальством (по его словам, до побега он жил на авиабазе). По итогам инцидента было проведено служебное расследование на предмет, почему не среагировала истребительная авиация ПВО[105][106].

## Другие страны

### Венесуэла
- 26 июня 1973 года пилот ВВС Венесуэлы капитан Аристидес Гонсалес Саласар (Aristides Gonzalez Salazar) и член экипажа сержант Карлос Рамирес Мадеро (Carlos Ramirez Madero) перелетели на Кубу на реактивном бомбардировщике Canberra B. (I). Mk.52.

### Южный Вьетнам
- 8 апреля 1975 года, за несколько недель до окончания многолетней гражданской войны, лётчик ВВС РВ первый лейтенант Нгуен Тхань Чунг (Nguyen Thanh Trung), 26 лет, по всей вероятности сотрудничавший с северовьетнамской разведкой, угнал истребитель F-5C в ДРВ, приземлившись на авиабазе Пхуок Лонг (Phước Long). За свои заслуги был позже принят на работу лётчиком гражданской авиации в национальную авиакомпанию Vietnam Airlines, стал её шеф-пилотом и пилотировал первый Boeing 767 указанных авиалиний[107].

### Израиль
- 13 июля 1990 года в 4:30 утра капитан Хаггай Мори (Haggai Mori), 33 года, без разрешения взлетел на самолёте «Дорнье-28» с аэродрома Сде-Дов и предпринял попытку сбежать. Однако неприятельский самолёт был встречен сирийскими истребителями и была предпринята попытка вытеснить израильский самолёт из сирийского воздушного пространства. Самолёт потерпел крушение на западных склонах Голанских высот вблизи с сирийской границей[108].

## В массовой культуре
Голливудскими кинематографистами на тему угона самолётов в 1957 году был снят художественный фильм «Лётчик», в котором советская лётчица Ольга Орлиева, направленная со шпионским заданием под видом мнимой «перебежчицы» провести разведку стратегически важных объектов на Аляске, влюбляется в американского пилота Джима Шеннона, начальника авиабазы, выходит за него замуж и остаётся в США.
Тема советских перебежчиков на новейших самолётах обыгрывалась во время международного авиашоу в ФРГ в апреле 1978 года: По сценарию представления пилот МиГ-21 совершил взлёт с аэродрома в ГДР и приземлился на британской авиабазе Брюгген в западной части ФРГ, в районе немецко-французской границы. Зрителям авиашоу была продемонстрирована максимально достоверная и полная последовательность действий наземных и воздушных дежурных сил при встрече пилотов-перебежчиков, от приведения в повышенную боевую готовность дежурных средств ПВО до заруливания самолёта-нарушителя воздушного пространства на свободном аэродроме и препровождения пилота к месту предварительного допроса. В роли пилота-перебежчика выступил лётчик КВВС, в роли МиГ-21 американский истребитель-перехватчик NF-5A.